# Corea del Norte en los Juegos Olímpicos de Turín 2006
Corea del Norte estuvo representada en los Juegos Olímpicos de Turín 2006 por seis deportistas, dos hombres y cuatro mujeres, que compitieron en dos deportes.
El portador de la bandera en la ceremonia de apertura fue el patinador artístico Han Jong-In. El equipo olímpico norcoreano no obtuvo ninguna medalla en estos Juegos.